# MYO5A
MYO5A是一个位于人类15号染色体上的基因，编码一种隶属肌凝蛋白超家族的非典型的肌凝蛋白肌凝蛋白-Va（Myosin-Ia）。肌凝蛋白-Va与细胞内囊泡、细胞器，以及蛋白复合体通过微丝纤维运输有关。